# Leif Walter
Leif Gunnar Walter, född 22 mars 1949 i Bomhus utanför Gävle, är en svensk musiker, sångare, låtskrivare, producent och ledare i bandet Mora Träsk, bosatt i centrala Gävle. Tidigare bodde han i Hagaström Gästrikland. Egentligt yrke lågstadielärare, studenten på Vasaskolan 1968. Far till flipperspelaren Helena Walter.